# Wolga-Bulgarije
Wolga-Bulgarije was een staat die bestond van de zevende tot de dertiende eeuw in het gebied tussen de Wolga en de Kama in Rusland. De republieken Tatarstan en Tsjoevasjië worden als de opvolgers gezien.

## Oorsprong
De staat ontstond toen kan Kotrag een deel van het Groot-Bulgaarse Rijk kreeg na de dood van kan Koebrat. Toen het Groot-Bulgaarse Rijk in 640 tijdens kan Batbajan door de Chazaren vernietigd werd, vluchtte een deel van de Bulgaren naar het noorden en stichtten ze daar bij de samenkomst van de rivieren Wolga en Kama een rijk van de Witte Bulgaren. Zij richtten de stad Bolgar, die ze als hoofdstad uitkozen. Het rijk bevond zich, net als dat van de Zwarte Bulgaren op de zuidelijke steppe van het rijk van de Chazaren. Toen kan Sjilki in zijn regeerperiode van 855 tot 882 de Wolga-Bulgaren uit deze positie wilde bevrijden lukte dat pas toen de Russen en de Petsjenegen in 966 het rijk van de Chazaren omver wierpen en de Wolga-Bulgaren onafhankelijk werden.

## Opkomst van het rijk
In de tiende eeuw werd de islam de heersende godsdienst. Ahmed ibn Fadlan werd in 921 door de Abbasidische kalief al-Muqtadir afgevaardigd naar Wolga-Bulgarije. Ze bouwden een fort en een moskee. De Wolga-Bulgaren beheersten de handelsroutes door de Kaukasus. De hoofdstad Bolgar was een bloeiende handelsstad, met handelsroutes van West-Europa tot China.
Andere steden waren Bilär, Suar (Soevar), Qaşan (Kasjan) en Cükätaw (Zjoekotin). De moderne steden Kazan, Jelaboega AnAşlı (Osjel), Tuxçin (Toechtsjin) en İbrahim (Brjachimov) werden als steden vanuit Wolga-Bulgaarse forten gesticht.
De Russische gebieden in het westen waren voor de Wolga-Bulgaren het grootste gevaar. In de elfde eeuw werd het land verwoest door Russische invallen. De heersers van Vladimir-Soezdal pleegden invallen omdat ze bang waren om gebieden aan hun oostgrens te verliezen. Door druk van andere Slavische stammen verplaatsten de Bulgaren hun hoofdstad naar Bilär.

## Ondergang en val
In september 1223 viel bij Samara een beveiliger van het leger van Dzjengis Khan onder leiding van Uran, de zoon van Subutai Bahadur, het rijk binnen, maar zijn leger werd verslagen bij de slag van de Boog van Samara. In 1236 probeerden de Mongolen opnieuw het rijk in te nemen, maar door interne oorlogen duurde het vijf jaar voordat ze het hele rijk veroverd hadden. Wolga-Bulgarije werd nu een deel van het kanaat van de Gouden Horde. In 1430 werd het gebied onderdeel van het kanaat Kazan.